# Дворишће (Глина)
Дворишће је насељено мјесто на подручју града Глине, Банија, Република Хрватска.

## Историја
Дворишће се од распада Југославије до августа 1995. године налазило у Републици Српској Крајини.

## Становништво
| Националност       | 1991.        |
| Хрвати             | 184 (99,45%) |
| Срби               |              |
| Југословени        |              |
| остали и непознато | 1 (0,54%)    |
| Укупно             | 185          |

| Демографија | Демографија | Демографија |
| Година      | Становника  | Становника  |
| ----------- | ----------- | ----------- |
| 1961.       | 287         |             |
| 1971.       | 253         |             |
| 1981.       | 203         |             |
| 1991.       | 185         |             |
| 2001.       | 126         |             |
| 2011.       |             | 99          |